# Köttbullar

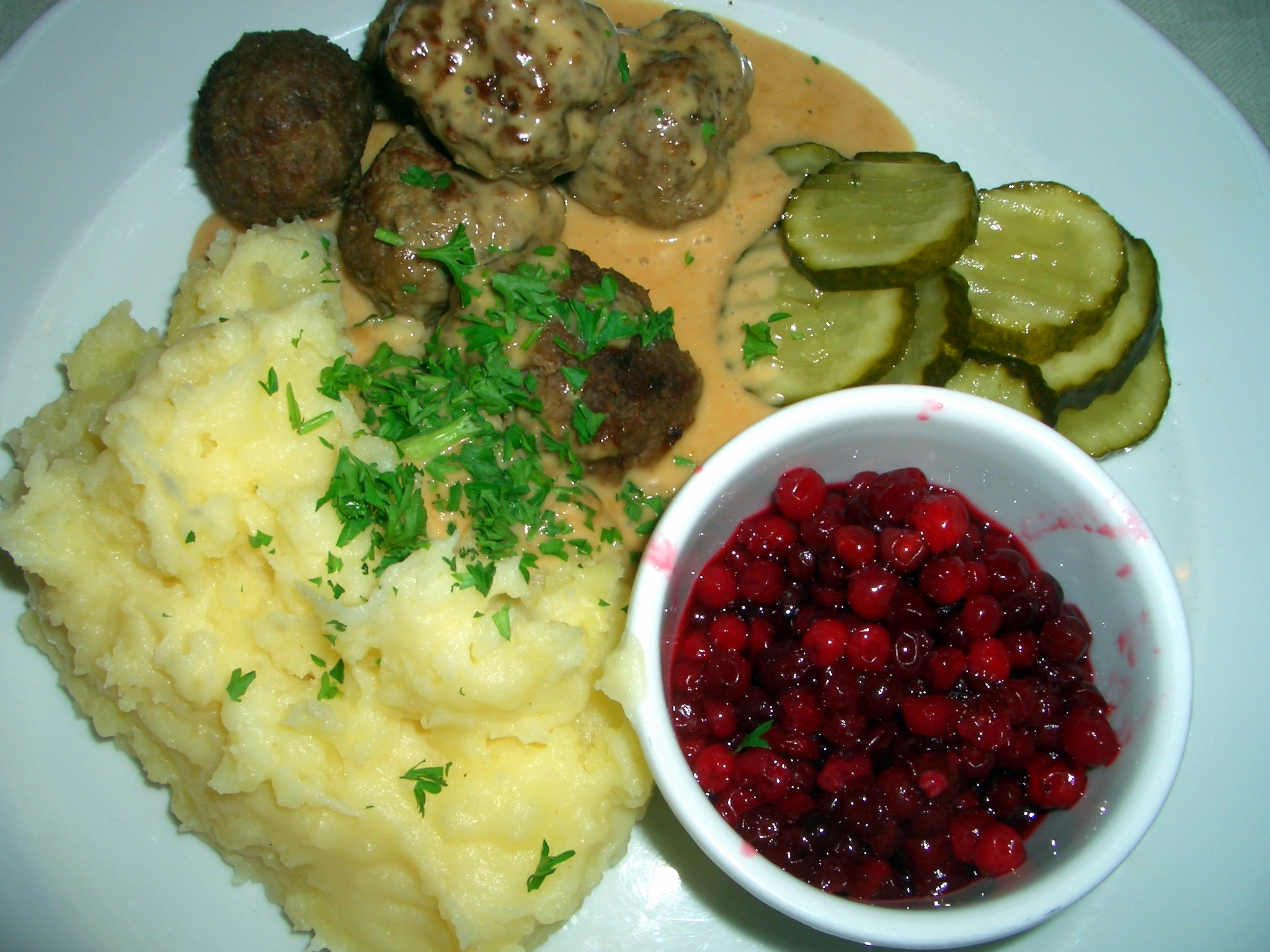
Köttbullar

Köttbullar (letterlijk: vleesballen) zijn typisch Zweedse gehaktballetjes.
Ze danken hun smaak aan de kruidenmix 'Allroundkrydda', met name aan het piment dat in de mix wordt verwerkt. Traditioneel werden ze opgediend bij het kerstbuffet (julbord in het Zweeds). Ze werden dan gegeten met gekookte aardappelen en gecombineerd met een donkerbruine zwaar gebonden saus van bouillon (brunsås), ingelegde augurken (ättiksgurka) en jam gemaakt van de vossenbes (lingon). Soms worden ze ook gegeten bij spaghetti of macaroni. Verder zijn ze in Zweden verkrijgbaar aan elke snackkar, vaak in combinatie met aardappelpuree en brunsås.
Buiten Zweden zijn ze bekend geworden door de IKEA-warenhuizen. Daar kun je ook een vegetarische versie krijgen. 